# Graham V. Hartstone
Graham V. Hartstone, né en juin 1944 à Uxbridge, est un ingénieur du son britannique. Il a été nommé pour trois Oscar du meilleur mixage de son. Il a travaillé sur plus de 190 films depuis 1962.

## Filmographie partielle
- 1978 : Superman[1]
- 1984 : La Route des Indes[2]
- 1986 : Aliens, le retour[3]